# Emme
Die Emme, selten auch Grosse Emme genannt, ist ein Fluss in der Schweiz. Sie fliesst durch das nach ihr benannte Emmental im Kanton Bern und durch den Bezirk Wasseramt im Kanton Solothurn und mündet von rechts in die Aare.

## Name
Der Fluss tritt 1249 erstmals urkundlich in Erscheinung (inter Murten et Emmun rivum). Der Gewässername geht vielleicht auf das gallisch-keltische Wort amjā (= Begießung) oder ambis (= Fluss, lat. amnis) zurück.

## Geographie

### Verlauf
Die Emme entspringt im Gebiet zwischen Hohgant und Augstmatthorn in den Berner Voralpen. Das Quellgebiet liegt zum grösseren Teil in der Gemeinde Habkern und mit dem östlichen Abschnitt im Gebiet von Oberried am Brienzersee. Die waldreiche Gebirgslandschaft an der Lombachalp ist in mehrere Täler gegliedert, in denen Moore liegen und zahlreiche Wildbäche entspringen, die zur Emme fliessen. Deren grösster Zufluss im Gebiet von Habkern ist der Leimbach. Bei dessen Mündung liegt der Flussabschnitt «Harzisbode», der im Bundesinventar der Auengebiete von nationaler Bedeutung aufgeführt ist. Das ganze Quellgebiet des Flusses liegt im Landschaftsschutzgebiet «Habkern/Sörenberg», das im Bundesinventar der Moorlandschaften von besonderer Schönheit und von nationaler Bedeutung verzeichnet ist.
Nach dem ersten, acht Kilometer langen Abschnitt im Gebirge durchquert die Emme im Durchbruch durch die Hohgantkette den Talboden von Schönisei und Küblisbühl, wo in ihrem Flussbett auf einer Strecke von einem Kilometer die Grenze zwischen dem Kanton Bern und dem Kanton Luzern verläuft. Danach fliesst sie in der Gemeinde Schangnau gegen Nordwesten, am Kemmeribodenbad und der Ortschaft Bumbach vorbei. Nach elf Kilometern fliesst sie durch den Talboden von Schangnau, wo sie von der Hauptstrasse 229.4 überquert wird, die zum Schallenbergpass führt. Im Gebiet von Eggiwil passiert sie die enge Schlucht mit dem «Räbloch». Das Engnis ist als Auenlandschaft «Emmeschlucht» im Bundesinventar der Auengebiete von nationaler Bedeutung verzeichnet, und die weitere Umgebung bildet das Landschaftsschutzgebiet «Oberes Emmental mit Räbloch, Schopfgrabe und Rämisgumme» des Bundesinventars der Landschaften und Naturdenkmäler von nationaler Bedeutung.
Bei Eggiwil mündet der Rötebach von links in die Emme und bei Schüpbach und Langnau im Emmental die Ilfis von rechts. Im unteren Emmental durchquert der Fluss die Ortschaften Lützelflüh, Rüegsauschachen, Burgdorf und Kirchberg.
Nach einem Lauf von 82 Kilometern mündet die Emme beim «Emmenspitz» zwischen Zuchwil und Luterbach von rechts in die Aare.

### Einzugsgebiet
Das 976 km² grosse Einzugsgebiet der Emme liegt zum grössten Teil in den Emmentaler Alpen und zum Teil im Schweizer Mittelland. Die Landschaft wird durch sie über die Aare und den Rhein zur Nordsee entwässert.
Das Gebiet besteht zu 39,3 % aus bestockter Fläche, zu 51,5 % aus Landwirtschaftsfläche, zu 6,7 % aus Siedlungsfläche und zu 2,5 % aus unproduktiven Flächen.
Die Flächenverteilung
Die mittlere Höhe des Einzugsgebietes beträgt 896,4 m ü. M.

### Zuflüsse
Die wichtigsten Zuflüsse sind die Ilfis, die Urtene, die Grüene, der Limpach und der Rötebach.
Zuflüsse der Emme ab 10 km Länge
Zuflüsse der Emme ab 50 km² EZG
Zuflüsse der Emme ab 1 m³/s MQ
| Name                 | GKZ      | Lage   | Länge in km | EZG in km² | MQ in m³/s | Mündung Koordinaten                                       | Mündungshöhe in m | Bemerkungen                            |
| -------------------- | -------- | ------ | ----------- | ---------- | ---------- | --------------------------------------------------------- | ----------------- | -------------------------------------- |
| Laublägerlibach      | CH005705 | rechts | 002,3000    | 0002,200   |            | bei Teufengrabe, Habkern                                  | 139700000         |                                        |
| Leimbach             | CH001340 | links0 | 005,3000    | 0009,210   | 0000,350   | bei Harzisbode, Habkern                                   | 112300000         |                                        |
| Mürenbach            | CH001339 | rechts | 002,4000    | 0002,470   |            | bei Hinder Schönisei, zwischen Habkern und Flühli         | 109700000         | Alternativname: Chrummenbach           |
| Schöniseibach        | CH001338 | rechts | 003,9000    | 0004,430   | 0000,180   | bei Küblisbühl, zwischen Schangnau und Flühli             | 106200000         |                                        |
| Bärselbach           | CH001337 | rechts | 007,8000    | 0013,350   | 0000,510   | nach Küblisbühl, zwischen Schangnau und Flühli            | 102300000         |                                        |
| Büetschligraben      | BE135102 | links0 | 002,4000    | 0002,310   |            | bei Bumbach, Schangnau                                    | 90900000          |                                        |
| Beutlerschwandgraben | CH001334 | links0 | 002,7000    | 0002,880   |            | bei Beutlerschwand, Schangnau                             | 90000000          |                                        |
| Schwarzbach          | CH001333 | links0 | 004,1000    | 0005,460   | 0000,180   | bei Schwarzbach, Schangnau                                | 86900000          |                                        |
| Färzbach             | CH001332 | rechts | 002,8000    | 0003,390   | 0000,100   | bei Talmühle, Schangnau                                   | 85600000          |                                        |
| Sorbach              | CH001328 | rechts | 005,1000    | 0011,340   | 0000,310   | bei Sorbach, Eggiwil                                      | 76300000          |                                        |
| Geissbach            | CH001325 | rechts | 004,4000    | 0007,980   | 0000,200   | bei Heidbühl, Eggiwil                                     | 74400000          |                                        |
| Rötebach             | CH000238 | links0 | 016,5000    | 0053,730   | 0001,150   | bei Dorf, Eggiwil                                         | 72900000          | Alternativnamen: Röthenbach, Rötenbach |
| Schmittengraben      | CH001316 | links0 | 002,5000    | 0003,180   | 0000,060   | bei Längmatt, Eggiwil                                     | 72300000          |                                        |
| Dieboldsbach         | CH001315 | rechts | 002,4000    | 0003,740   | 0000,090   | bei Dieboldswil, Eggiwil                                  | 71300000          |                                        |
| Aeschaugraben        | CH001311 | rechts | 002,4000    | 0003,650   | 0000,080   | bei Aeschau, Eggiwil                                      | 69200000          |                                        |
| Schüpbachkanal       | CH001313 | links0 | 008,2000    | 0018,090   | 0000,370   | bei Schüpbach, Signau                                     | 66400000          |                                        |
| Nidermattgrabe       | CH001312 | links0 | 003,2000    | 0004,010   | 0000,070   | bei Schüpbach, Signau                                     | 66100000          |                                        |
| Ilfis                | CH000490 | rechts | 024,7000    | 0203,870   | 0005,940   | bei Emmenmatt zwischen Lauperswil und Langnau im Emmental | 64300000          |                                        |
| Längebach            | CH001310 | links0 | 003,3000    | 0002,960   |            | bei Emmenmatt, Lauperswil                                 | 64100000          |                                        |
| Grüene               | CH000463 | rechts | 019,5000    | 0081,120   | 0001,710   | bei Ramsei, Lützelflüh                                    | 59400000          | Alternativnamen: Grünen, Grüne         |
| Biglenbach           | CH001295 | links0 | 019,7000    | 0051,130   | 0000,980   | bei Hasle bei Burgdorf                                    | 56600000          |                                        |
| Rüegsbach            | CH001293 | rechts | 009,0000    | 0030,020   | 0000,530   | bei Rüegsauschachen                                       | 56100000          |                                        |
| Urtene               | CH00539  | links0 | 019,3000    | 0097,040   | 0002,030   | bei Bätterkinden                                          | 47900000          | Alternativnamen: Urtenen, Urtenenbach  |
| Limpach              | CH000796 | links0 | 019,3000    | 0078,400   |            | bei Kräiligen, Bätterkinden                               | 45600000          |                                        |
| Biberenbach          | CH001277 | links0 | 015,1000    | 0029,450   | 0000,300   | bei Biberist                                              | 43800000          |                                        |
| Emme                 |          |        | 082,0000    | 0975,890   |            | bei Luterbach                                             | 42600000          | Mündet in die Aare                     |

Anmerkungen zur Tabelle
1. ↑  Von Quelle zur Mündung. Daten von Swisstopo (map.geo.admin.ch).
2. ↑  Die Daten der Emme zum Vergleich

## Hydrologie

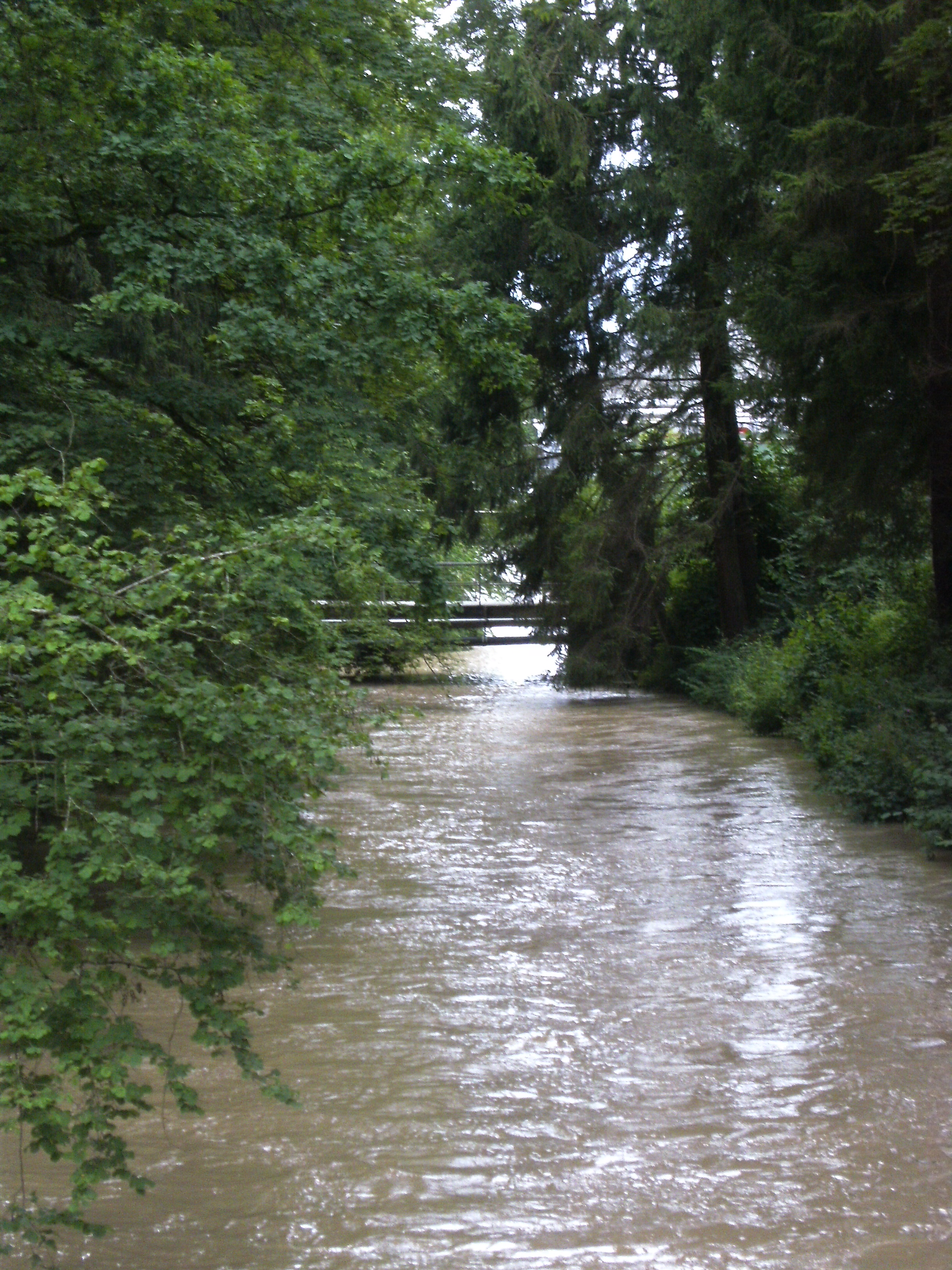
Die Emme nach einem Gewitter

Die mittlere Wasserführung ist bei der Mündung rund 20 m³/s. Die maximale Wasserführung beträgt bis über 650 m³/s (662 m³/s am 8. August 2007, Messstation Wiler, Limpachmündung).
Die Emme ist bekannt dafür, dass es bei Gewittern im Quellgebiet zu richtigen Flutwellen im Emmental kommen kann, Anschutz genannt. Die Erzählung «Die Wassernot im Emmental» von Jeremias Gotthelf schildert sehr eindrücklich eines der grössten bekannten Hochwasser vom 13. August 1837. Dieses und andere Hochwasser führten dazu, dass im 19. Jahrhundert die Emme über weite Strecken kanalisiert und beidseitig Dämme aufgeschüttet wurden.
Am 24. Juli 2014 etwa kam es als Folge von Regengüssen mit Niederschlägen von örtlich bis zu 100 Litern pro Quadratmeter innert weniger Stunden zu einem Anschwellen der Emme bei Emmenmatt von ungefähr 24 m³/s auf über 420 m³/s, bei einem Normalabfluss des Gewässers von 20 m³/s.
Die Grundwasserfassung Aeschau, welche zu einem grossen Teil die Trinkwasserversorgung der Stadt Bern sicherstellt, wird zu rund 70 Prozent vom Wasser der Emme gespiesen.
In Folge der Dürre und Hitze in Europa ist das Flussbett im Jahr 2018 stellenweise ausgetrocknet. Auch die Dürre und Hitze 2022 und das Hochwasser vom 4. Juli desselben Jahres setzte den Fischen stark zu. Damit sich die Fischbestände wieder erholen können, gilt ab 2023, von der Einmündung der Ilfis flussaufwärts, für vorerst drei Jahre ein Fischereiverbot.

## Wirtschaft und Verkehr

### Industriekanäle am Unterlauf
An ihrem Unterlauf wird die Emme seit dem 19. Jahrhundert industriell genutzt. Mit einem Wehr bei Biberist (SO) wird ihr Wasser entnommen und in den Industriekanal geleitet, dessen enger Querschnitt zu einer hohen Fliessgeschwindigkeit führt. Seit Anfang des 20. Jahrhunderts werden damit mehrere kleine Wasserkraftwerke betrieben, die angrenzende Industriebetriebe wie die Papierfabrik Biberist versorgen oder auch ins öffentliche Netz einspeisen. Im 19. Jahrhundert, vor der Elektrifizierung, diente der Kanal dem Antrieb von Transmissionen der Papierfabrik Biberist sowie der damaligen Textilfabrik Schöller in Derendingen.
Daneben gibt es einen weiteren Industriekanal, der knapp vor dem erwähnten Biberister Wehr in die Emme entwässert, dessen Wasser indes nicht nur aus der Emme, sondern auch aus verschiedenen Bächen in der Umgebung von Utzenstorf (BE) stammt. Sie werden durch Kanalisierung ebenfalls in eine schnelle Strömung verwandelt, die heute Kleinkraftwerke der Papierfabrik Utzenstorf und des Stahlwerks Gerlafingen versorgt. Letzteres deckte und deckt auch seinen Wasserbedarf teils aus dem Kanal.

### Brücken

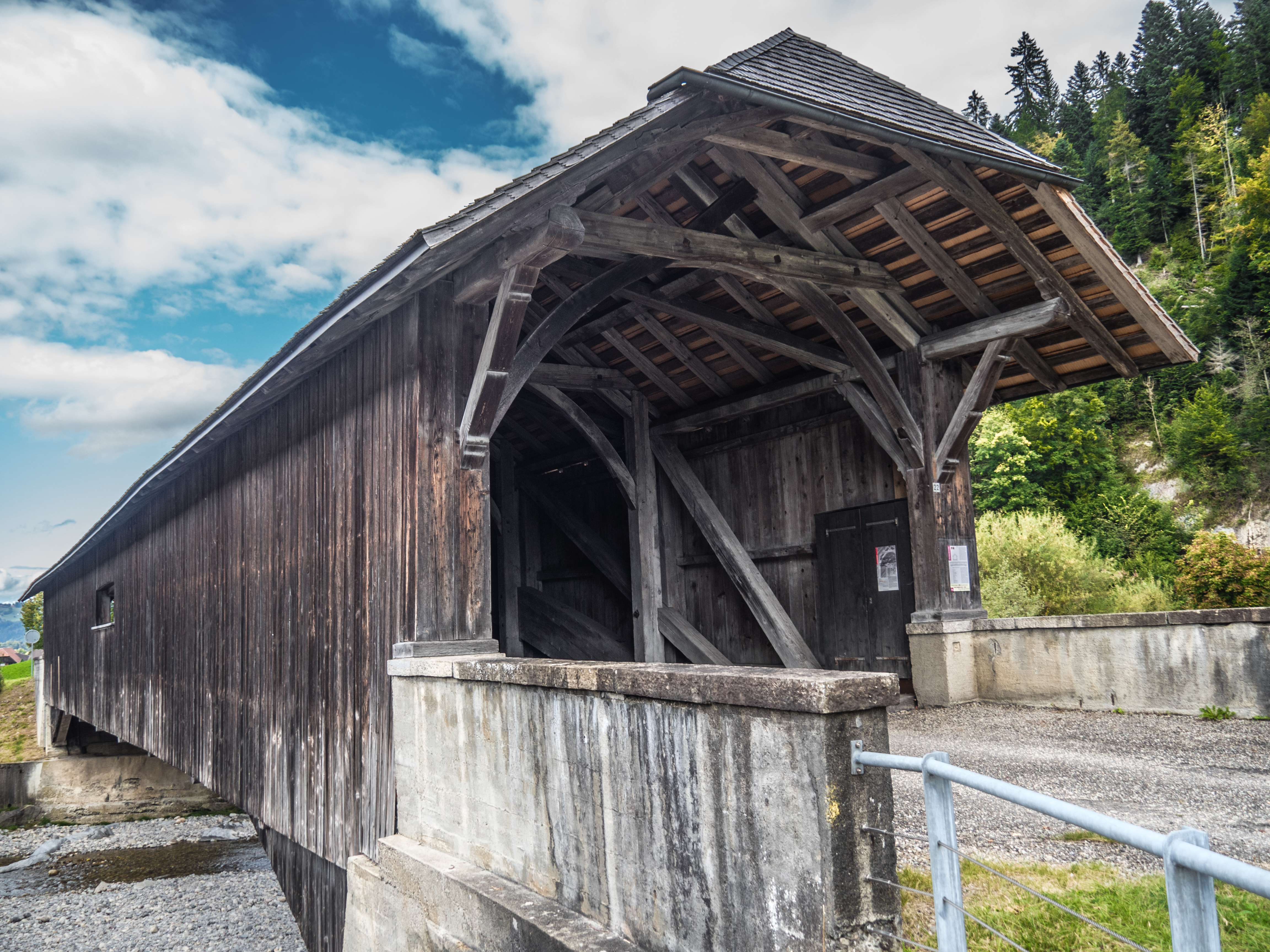
Horbenbrücke, Eggiwil BE

Auf ihrem Weg wird die Emme von rund 70 Brücken überquert. Acht der fünfzehn gedeckten Holzbrücken sind denkmalgeschützt.
32 Übergänge überqueren den Emmekanal im solothurnischen Wasseramt.